# Ten Sleep
Ten Sleep és una població dels Estats Units a l'estat de Wyoming. Segons el cens del 2000 tenia 304 habitants.

## Demografia
Segons el cens del 2000, Ten Sleep tenia 304 habitants, 142 habitatges, i 83 famílies. La densitat de població era de 690,4 habitants/km².
Dels 142 habitatges en un 20,4% hi vivien nens de menys de 18 anys, en un 47,2% hi vivien parelles casades, en un 6,3% dones solteres, i en un 41,5% no eren unitats familiars. En el 38,7% dels habitatges hi vivien persones soles el 16,2% de les quals corresponia a persones de 65 anys o més que vivien soles. El nombre mitjà de persones vivint en cada habitatge era de 2,14 i el nombre mitjà de persones que vivien en cada família era de 2,9.
Per edats la població es repartia de la següent manera: un 22% tenia menys de 18 anys, un 2,3% entre 18 i 24, un 19,4% entre 25 i 44, un 33,2% de 45 a 60 i un 23% 65 anys o més.
L'edat mediana era de 48 anys. Per cada 100 dones de 18 o més anys hi havia 106,1 homes.
La renda mediana per habitatge era de 24.250 $ i la renda mediana per família de 30.357 $. Els homes tenien una renda mediana de 28.125 $ mentre que les dones 16.250 $. La renda per capita de la població era de 15.761 $. Entorn del 2,8% de les famílies i el 7% de la població estaven per davall del llindar de pobresa.

## Poblacions més properes
El següent diagrama mostra les poblacions més properes.